# Cortinarius betuletorum
Cortinarius betuletorum M.M. Moser – gatunek grzybów należący do rodziny zasłonakowatych (Cortinariaceae).

## Systematyka i nazewnictwo
Pozycja w klasyfikacji według Index Fungorum: Cortinarius, Cortinariaceae, Agaricales, Agaricomycetidae, Agaricomycetes, Agaricomycotina, Basidiomycota, Fungi.
Po raz pierwszy zdiagnosował go Meinhard Michael Moser w 1967 roku. Synonimy:
- Cortinarius betuletorum M.M. Moser 1957
- Cortinarius raphanoides var. carnecyaneus Bidaud, Moënne-Locc. & Reumaux 1992
- Hydrocybe betuletorum M.M. Moser 1957

## Występowanie i siedlisko
Znane jest występowanie tego gatunku w północnej części Ameryki Północnej, w Europie i w Japonii. W Polsce nie występuje.